# Stazione di Palermo Brancaccio
La stazione di Palermo Brancaccio è una stazione ferroviaria di Palermo, sita nel quartiere di Brancaccio; è posta sul tronco comune alle linee Agrigento-Palermo, Caltanissetta-Palermo e Messina-Palermo, ed è punto d'origine della diramazione verso la ferrovia Palermo-Trapani.
È una stazione suddivisa in due sezioni, una per il traffico merci, e l'altra per il servizio viaggiatori.  Si trova in piena zona industriale, e si affaccia su un enorme piazzale di binari, scambi, nodi, e ramificazioni dei binari che permettono l'ingresso di convogli o locomotive ai depositi o nei vari capannoni industriali dislocati in tutta la zona.
Nelle vicinanze (tramite un grande e ripido cavalcavia oltre i binari) passa una principale arteria della "Palermo sud": via Emiro Giafar.

## Storia
La stazione di Palermo Brancaccio venne attivata il 28 marzo 1941, contemporaneamente all'apertura del raccordo Palermo Brancaccio-Bivio Oreto per la linea per Trapani.
La stazione compare per la prima volta nell'orario ferroviario per effettuare il servizio viaggiatori nel maggio 1946. Dal 19 dicembre 2015, contemporaneamente all'attivazione del nuovo Apparato centrale computerizzato (ACC) della stazione di Palermo Centrale, la stazione di Palermo Brancaccio venne soppressa come impianto indipendente; i suoi binari divennero formalmente parte della stazione centrale, con la denominazione di "binari Brancaccio".

## Movimento
La stazione è servita esclusivamente da treni regionali locali della relazione Palermo Centrale-Termini Imerese, con cadenza semioraria. Dal 2015, con l'attivazione della fermata Maredolce è diventata stazione di diramazione, innestando direttamente le linee provenienti da Agrigento, Catania e Messina con la ferrovia Palermo-Trapani, evitando così il regresso dalla stazione di Palermo Centrale.

## Servizi
- Parcheggio;
- Servizi igienici;